# Карла-Бейль
Карла́-Бейль (фр. Carla-Bayle) — коммуна во Франции, находится в регионе Юг — Пиренеи. Департамент коммуны — Арьеж. Входит в состав кантона Ле-Фосса. Округ коммуны — Памье.
Код INSEE коммуны — 09079.
До 1879 года коммуна называлась Карла-ле-Конт. Нынешнее название получила в честь философа Пьера Бейля.

## Население
Население коммуны на 2008 год составляло 745 человек.
| 1962 | 1968 | 1975 | 1982 | 1990 | 1999 | 2008 |
| ---- | ---- | ---- | ---- | ---- | ---- | ---- |
| 720  | 602  | 538  | 469  | 578  | 645  | 745  |

## Экономика
В 2007 году среди 481 человека в трудоспособном возрасте (15—64 лет) 289 были экономически активными, 192 — неактивными (показатель активности — 60,1 %, в 1999 году было 57,9 %). Из 289 активных работали 235 человек (126 мужчин и 109 женщин), безработных было 54 (30 мужчин и 24 женщины). Среди 192 неактивных 36 человек были учениками или студентами, 66 — пенсионерами, 90 были неактивными по другим причинам.

## Достопримечательности
- Церковь 1687 года, построенная на месте замка
- Храм 1884 года
- Музей Пьера Бейля, был открыт 18 ноября 1989 года Лионелем Жоспеном. В нём рассказывается о жизни и творчестве Пьера Бейля, а также об истории протестантизма XVII—XVIII веков
- Озеро Карла-Бейль (15 га)
- Европейская площадь с фонтаном и глобусом, посвящённым Пьеру Бейлю, на котором есть его изречение: «Я гражданин мира»

## Фотогалерея

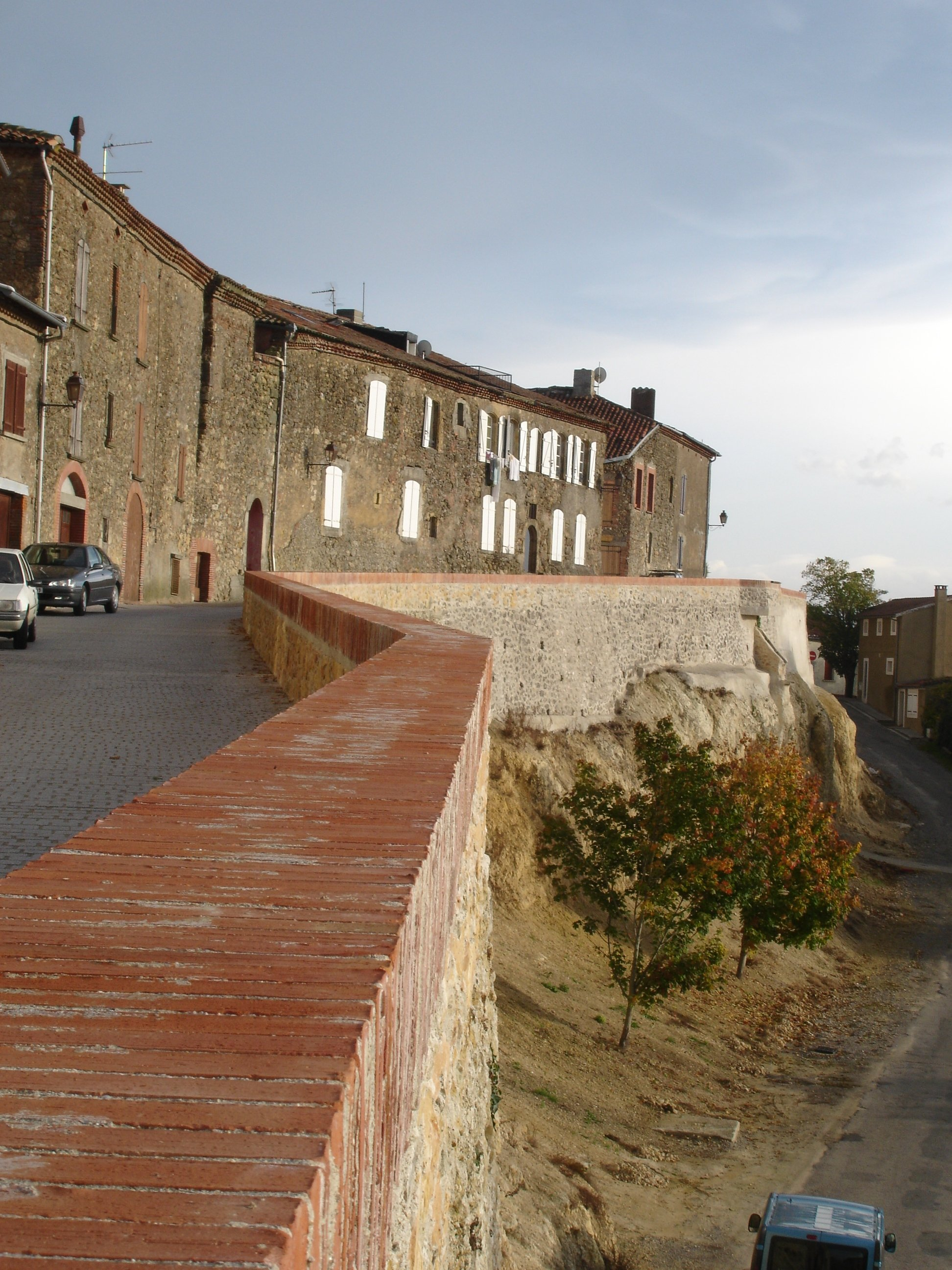
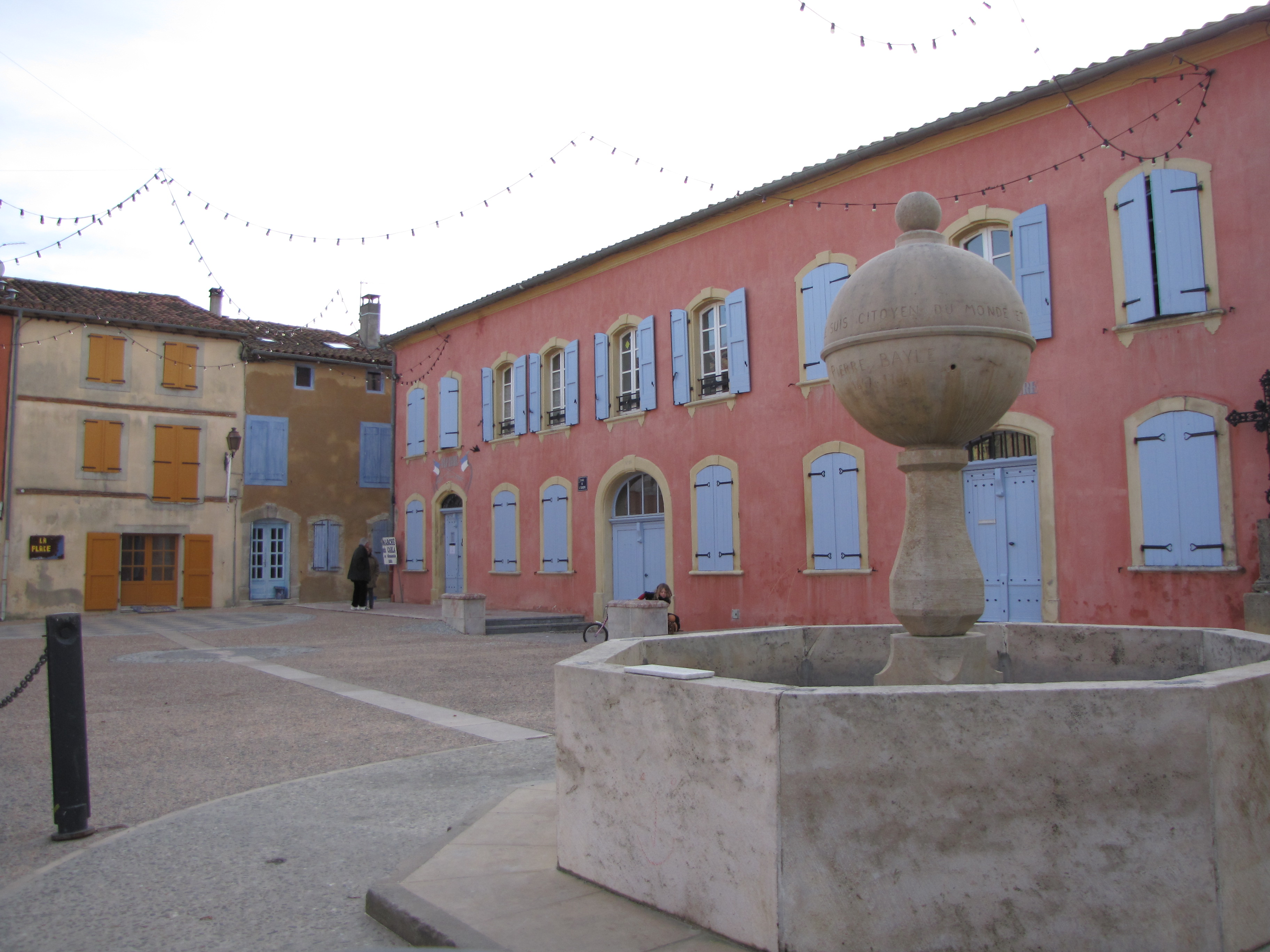
Мэрия